# L'amore e tu
L' amore e tu è un singolo del cantante italiano Sal Da Vinci, pubblicato il 16 maggio 2025.

## Descrizione
Il brano, scritto da Gigi D'Alessio e Vincenzo D'Agostino, è prodotto da Adriano Pennino.

## Video musicale
Il video musicale, diretto da Mauro Russo, è stato pubblicato in concomitanza all'uscita del brano attraverso il canale YouTube del cantante.

## Tracce
Testi di Luigi D'Alessio e Vincenzo D'Agostino, musiche di Salvatore Michael Sorrentino.
1. L'amore e tu – 3:13